# Коленцы (Киевская область)
Коленцы (укр. Коленці) — село, входит в Иванковский район Киевской области Украины. Село расположено в 6 км от Иванкова на левом берегу реки Тетерев.
Население по переписи 2001 года составляло 486 человек. Почтовый индекс — 07262. Телефонный код — 4591. Занимает площадь 2,4 км². Код КОАТУУ — 3222080302.

## Местный совет
07261, Київська обл., Іванківський р-н, с. Блідча